# Caprellidae
Famille
Les Caprellidae sont une famille de crustacés amphipodes également appelés « caprelles ». Les caprelles sont de petits crustacés marins majoritairement détritivores vivant sur les macrophytes (des algues majoritairement), le fond ou les récifs. Leurs larves sont planctoniques.

## Description
Leurs espèces sont souvent petites (1 à quelques millimètres) et discrètes, certaines atteignant cependant 2 cm. Elles se confondent généralement par leur mimétisme avec la végétation ou le substrat. On en découvre encore de nouvelles espèces.
Leur forme évoque celle de certaines mantes religieuses, de par la conformation inhabituelle chez les crustacés de leurs 8 pattes ; 
- 4 devant en crochet pour se fixer à un substrat (une algue en général), et pour happer leur nourriture planctonique
- 4 derrière, également munies de crochets, pour s'agripper au substrat.

Elles possèdent deux grandes antennes, et deux antennules plus petites, et prennent volontiers une « forme en S » caractéristique.

## Habitat
Récifs, macrophytes : principalement des algues (dont coralligènes).

## Nourriture
À la suite d'une « pullulation » de caprelles en 2003, qui a coïncidé avec une diminution des naissains de moules dans la région de Carleton (Canada), on a pensé un moment qu'elles pouvaient nuire à la mytiliculture. Une étude a montré que ce n'était pas le cas. 
Exemple : Caprellinoides mayeri.

## Sous-familles et genres

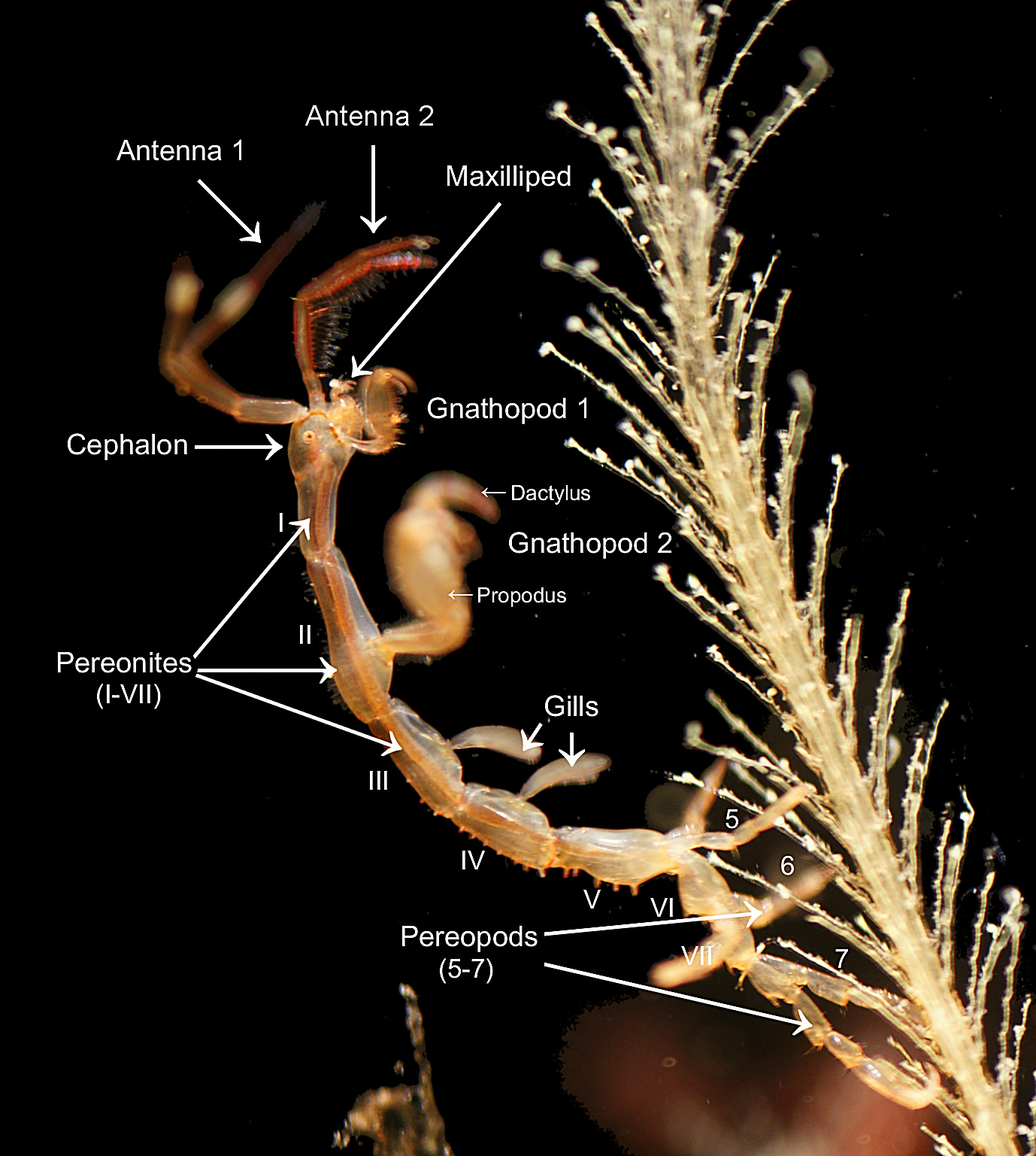
Anatomie d'un caprellidé (Caprella mutica)

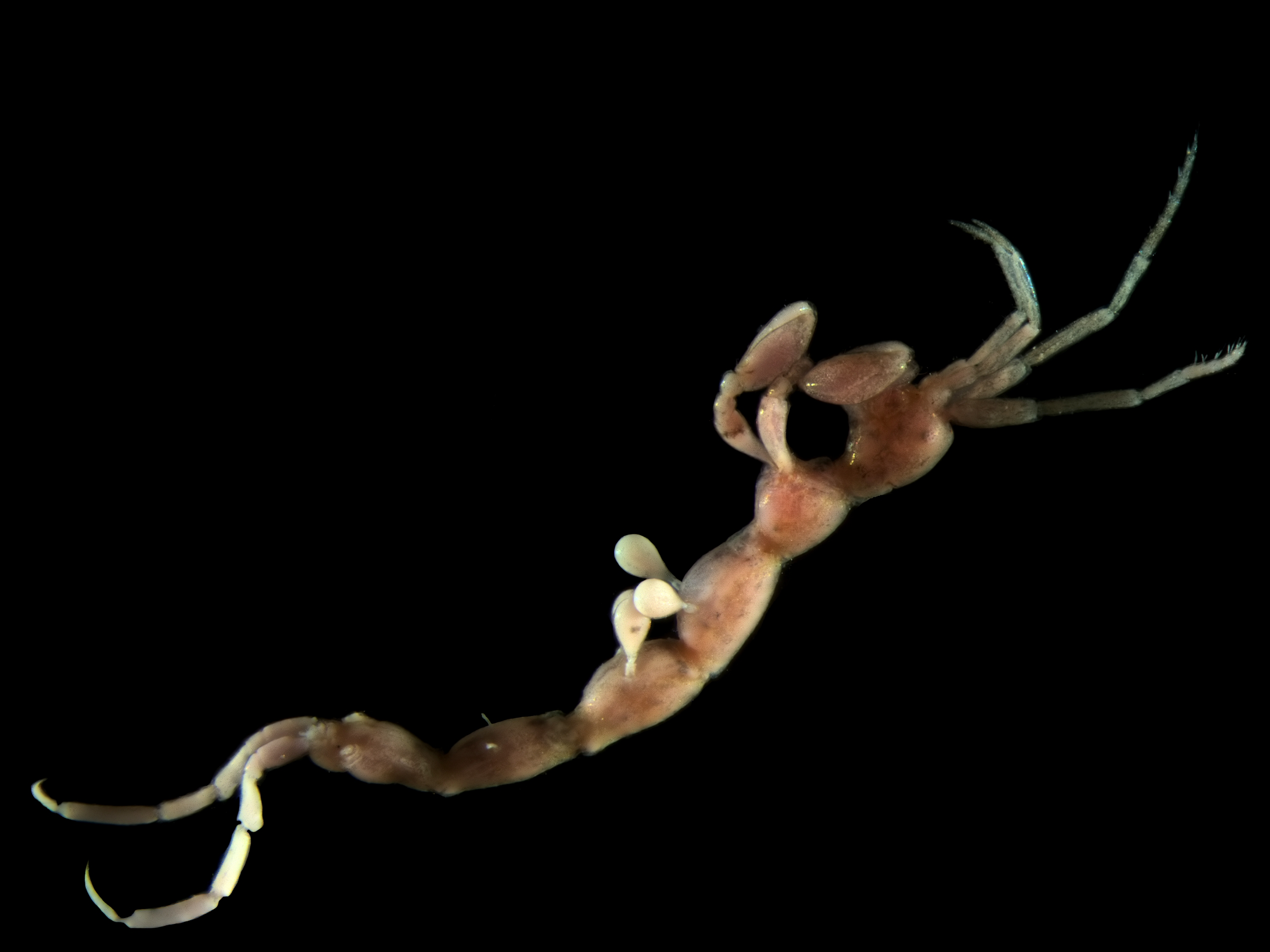
Pariambus typicus

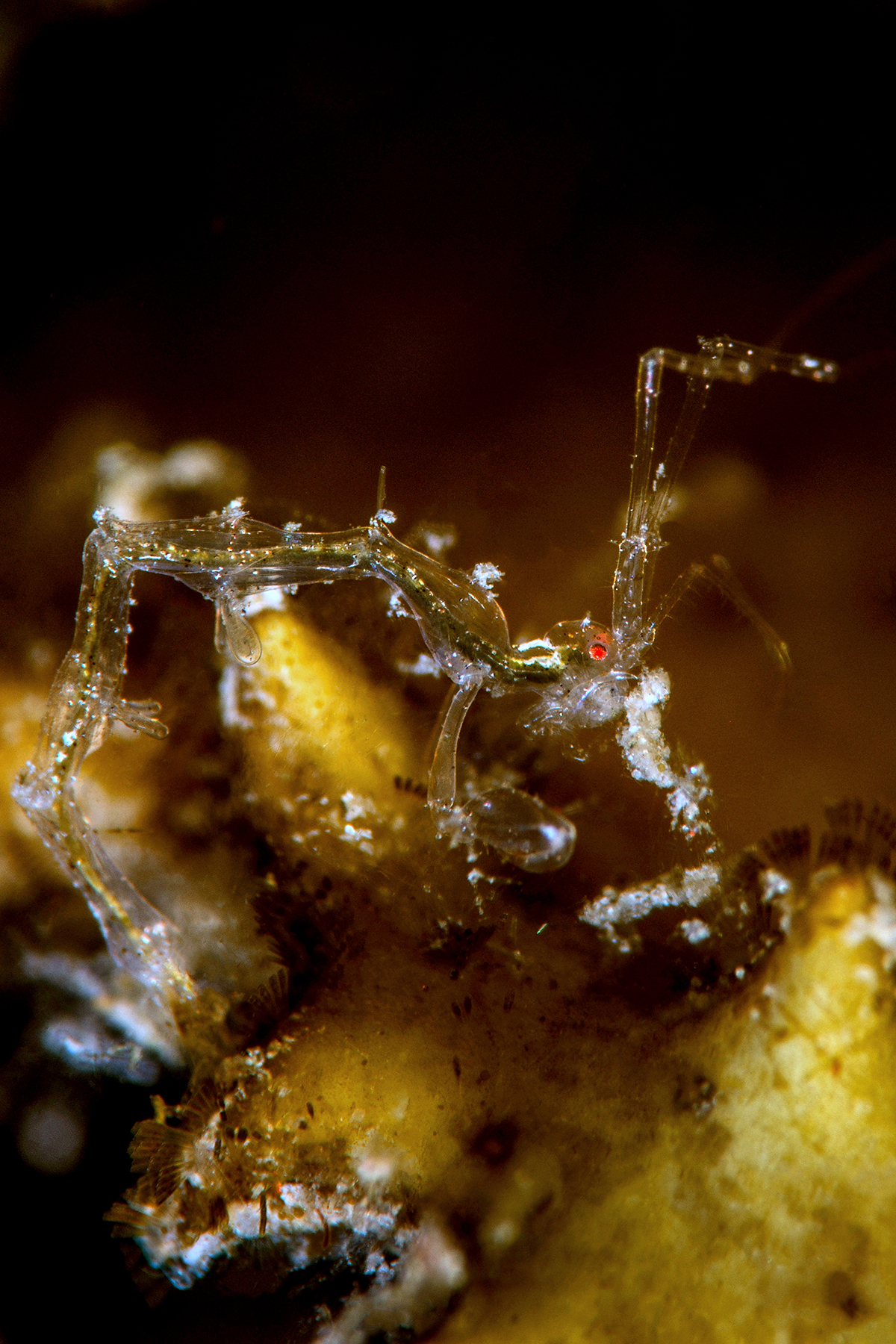
Une caprelle non identifiée à la Réunion.

Selon World Register of Marine Species (4 octobre 2014) :
| - Caprellinae Leach, 1814 Abyssicaprella McCain, 1966 Aciconula Mayer, 1903 Aeginella Boeck, 1861 Aeginina Norman, 1905 Caprella Lamarck, 1801 Caprellaporema Guerra-García, 2003 Deutella Mayer, 1890 Eupariambus K.H. Barnard, 1957 Hemiaegina Mayer, 1890 Heterocaprella Arimoto, 1976 Liriopes Arimoto, 1978 Liropus Mayer, 1890 Mayerella Huntsman, 1915 Metacaprella Guerra-García, 2006 Metaprotella Mayer, 1890 Monoliropus Mayer, 1903 Noculacia Mayer, 1903 Orthoprotella Mayer, 1903 Paracaprella Mayer, 1890 Paradeutella Mayer, 1890 Paradicaprella Hirayama, 1990 Paraprotella Mayer, 1903 Pariambus Stebbing, 1888 Parvipalpus Mayer, 1890 Pedoculina Carausu, 1941 Pedonculocaprella Kaim-Malka, 1983 Pedotrina Arimoto, 1978 Postocaprella Arimoto, 1981 Premohemiaegina Arimoto, 1978 Pretritella Arimoto, 1980 Proaeginina Stephensen, 1940 Propodalirius Mayer, 1903 Protella Dana, 1853 Protellina Stephensen, 1944 Protellopsis Stebbing, 1888 Protoaeginella Laubitz & Mills, 1972 Prototritella Arimoto, 1977 Pseudaeginella Mayer, 1890 Pseudolirius Mayer, 1890 Pseudoliropus Laubitz, 1970 Pseudoprotella Mayer, 1890 Tanzacaprella Guerra-García, 2001 Thorina Stephensen, 1944 Triantella Mayer, 1903 Triliropus Mayer, 1903 Triperopus Mayer, 1903 Triprotella Arimoto, 1970 Tritella Mayer, 1890 Tropicaprella Guerra-García & Takeuchi, 2003 | - Paracercopinae Vassilenko, 1972 Cercops Krøyer, 1843 Paracercops Vassilenko, 1972 Pseudocercops Vassilenko, 1972 | - Phtisicinae Vassilenko, 1968 Aeginoides Schellenberg, 1926 Caprellina Thomson, 1879 Caprellinoides Stebbing, 1888 Chaka Griffiths, 1974 Dodecas Stebbing, 1883 Dodecasella K.H. Barnard, 1931 Hemiproto McCain, 1968 Hircella Mayer, 1882 Liriarchus Mayer, 1912 Metaproto Mayer, 1903 Paedaridium Mayer, 1903 Paraproto Mayer, 1903 Perotripus Dougherty & Steinberg, 1953 Phtisica Slabber, 1769 Prellicana Mayer, 1903 Protogeton Mayer, 1903 Protomima Mayer, 1903 Pseudocaprellina Sundara Raj, 1927 Pseudododecas McCain & Gray, 1971 Pseudoproto Mayer, 1903 Pseudoprotomima McCain, 1969 Quadrisegmentum Hirayama, 1988 |